# هپی دوباره خواهد گریخت
هپی دوباره خواهد گریخت (به هندی: Happy Phirr Bhag Jayegi) فیلمی محصول سال ۲۰۱۸ و به کارگردانی موداسار عزیز است. در این فیلم بازیگرانی همچون دیانا پنتی، سوناکشی سینها، جیمی شرگیل، علی فضل، پیوش میشرا، جاسی گیل ایفای نقش کرده‌اند.
این فیلم دنباله فیلم هپی خواهد گریخت محسوب می شود.